# Cappoquin House
Cappoquin House (auch Belmont House genannt, irisch Teach Cheapach Choinn) ist ein Landhaus im klassischen Stil über der Stadt Cappoquin im irischen County Waterford. Das Haus aus dem 18. Jahrhundert ist der Sitz der Familie Keane, Baronets of Belmont and of Cappoquin.

## Frühere Burg
Man denkt, dass das Landhaus an der Stelle einer früheren Burg der Fitzgeralds errichtet wurde, die erstmals 1598 urkundlich erwähnt wurde, bewohnt von einem Mr Hayles und zerstört von Thomas Fitzgerald aus Cappagh, der es vermutlich in den Desmond-Rebellionen verwirkt hatte. 1641 bewohnte Captain Hugh Croker die Burg für den Earl of Cork und widerstand 1643 erfolgreich einem Angriff der katholischen Konföderierten und General Purcell. Aber er musste sich 1645 James Tuchet, 3. Earl of Castlehaven, ergeben. Später wurde die Burg 1649 von Oliver Cromwell eingenommen. Nichts von der Burg ist bis heute erhalten geblieben, mit Ausnahme einer Mauer mit einem engen Eingang zu einem Garten, als das Anwesen 1918 kartiert wurde.

## Landhaus
Das heute zu sehende Haus wurde 1779 errichtet. Es soll von John Roberts, einem bekannten Architekten aus Waterford, geplant worden sein. Das Gebäude ist ein eingebautes, zweistöckiges Haus mit Keller und sieben Jochen, das von formellen Gärten und einem landschaftsgärtnerisch gestalteten Anwesen umgeben ist. Gärten und Landschaftspark sind öffentlich zugänglich. Das Haus brannte 1923 während des Bürgerkrieges aus, aber John Keane, 5. Baronet, ließ es so wirtschaftlich wie möglich unter direktem Einsatz von Arbeitern vollständig restaurieren. Er ließ ein flaches Betondach aufsetzen, wobei eine von James Hardress de Warrenne Waller entwickelte Technik namens Nofrango eingesetzt wurde.